# Acrolophus vitellus
Acrolophus vitellus är en fjärilsart som beskrevs av Felipe Poey 1832. Acrolophus vitellus ingår i släktet Acrolophus och familjen Acrolophidae. Inga underarter finns listade i Catalogue of Life.